# 赫布·巴克
赫布·巴克（英語：Herb Barker，1929年6月23日—2006年5月17日），澳大利亚男子田径运动员。他曾代表澳大利亚参加1950年大英帝国运动会田径比赛，获得男子链球铜牌。